# انتخابات الرئاسة الكيريباتية 2016
انتخابات الرئاسة الكيريباتية 2016 هي الانتخابات الرئاسية التي جرت في 9 مارس 2016، في كيريباتي، لانتخاب رئيس كيريباتي، فاز بالانتخابات Taneti Maamau ‏.

## المرشحين
| المرشح            | الحزب                  | عدد الأصوات |
| ----------------- | ---------------------- | ----------- |
| Taneti Maamau ‏    | Tobwaan Kiribati Party | 19,833      |
| Rimeta Beniamina ‏ | The Pillars of Truth   | 12,764      |
| Tianeti Ioane ‏    | The Pillars of Truth   | 482         |